# Staplestown
Staplestown (en irlandais, Baile an Stáibléaraigh) est un village et un townland au nord du comté Kildare, en Irlande, à 40 kilomètres à l'ouest de Dublin.
Le village a une église, une école et abrite St Kevin's GAA, le club local de football gaélique. L'école nationale primaire locale s'appelle Scoil Naomh Mhuire.
L'église catholique romaine de Staplestown est dédiée à St. Bénigne. Elle a été construite vers 1840. C'est l'une des plus anciennes églises du diocèse catholique romain de Kildare et Leighlin.
L'église a été construit selon un 'plan en T' et dispose de trois galeries. Elle a été agrandie dans les années 1970.
Une ancienne école, construite vers 1870, se trouve également sur le terrain de l'église.Elle a été rénovée en 2006, elle est utilisée comme mairie. Une statue du Christ-Roi se dresse en face de l'église, sur le mur de Scoil Naomh Mhuire. Une église à Cooleragh, dans la paroisse de Staplestown, est appelée Christ the King.
Le parc forestier de Donadea est situé dans la paroisse civile voisine de Donadea. La forêt est gérée par l'agence forestière de l'État, Coillte.